# Мистериозни Камић
Мистериозни Камић је југословенски ТВ филм из 1959. године. Режирао га је Сава Мрмак а сценарио је написао Јосип Кулунџић.

## Улоге
| Глумац             | Улога |
| ------------------ | ----- |
| Павле Богатинчевић |       |
| Маријан Ловрић     |       |
| Мата Милошевић     |       |
| Нада Шкрињар       |       |
| Јовиша Војиновић   |       |